# Jonathan Zaccaï
Jonathan Zaccaï est un acteur, réalisateur et scénariste belge né le 22 juillet 1970 à Bruxelles. 

## Biographie

### Famille et débuts
Jonathan Zaccaï, né le 22 juillet 1970 à Bruxelles, est le fils de la peintre Sarah Kaliski et le neveu du dramaturge René Kalisky. En 2006, il devient père d’un garçon, Joseph Zaccaï
Il envisage d'abord une carrière de réalisateur avant de se tourner vers le métier d'acteur. Après un passage par la publicité, il figure dans de nombreux spots diffusés pour certains en Grande-Bretagne et quelques apparitions au cinéma (La Révolte des enfants, 1991) et à la télévision (Lifeline, 1996), il campe le petit ami insatisfait de Corinne Debonnière dans Petite Chérie (2000) d'Anne Villacèque. 
Sa carrière lancée, il joue dans Les Déclassés (2001) et Reines d'un jour (2000). Dans des premiers longs métrages, il incarne le compagnon maladroit d'Hélène Fillières dans Bord de mer (2002) de Julie Lopes-Curval, et danse Le Tango des Rashevski (2003) pour Sam Garbarski.

### Carrière
Le grand public le découvre véritablement aux côtés d'Agnès Jaoui et Karin Viard dans Le Rôle de sa vie (2004), puis dans un rôle de mort-vivant dans Les Revenants (2004) de Robin Campillo. Il partage en 2005 avec Hélène de Fougerolles la tête d'affiche du film Le Plus Beau Jour de ma vie, une comédie populaire sur le mariage. Dans un registre plus noir, il incarne un agent immobilier escroc aux côtés de Romain Duris dans De battre mon cœur s'est arrêté de Jacques Audiard.
L'acteur interprète le roi Philippe dans Robin des Bois de Ridley Scott puis donne la réplique à Sophie Marceau dans L'Âge de raison de Yann Samuell. En février 2011, lors de la 1re cérémonie des Magritte du cinéma, il reçoit le Magritte du meilleur acteur pour le film Élève libre.
Il poursuit avec Le Grand Bain de Gilles Lellouche, Noureev de Ralph Fiennes, Downton Abbey 2 : Une nouvelle ère de Simon Curtis...
À la télévision, Jonathan Zaccaï tourne dans de nombreux téléfilms et séries : Yann Piat, chronique d'un assassinat  d'Antoine de Caunes, Hôtel de la plage, Il est elle de Clément Michel... De 2015 à 2020, il interprète Raymond Sisteron dans  Le Bureau des légendes d'Éric Rochant aux côtés notamment de Mathieu Kassovitz.

## Filmographie

### Acteur

#### Cinéma
- 1992 : Coupable d'innocence ou Quand la raison dort de Marcin Ziebinski : Maximilien Bardo
- 1992 : La Révolte des enfants  de Gérard Poitou-Weber : Grande Gueule
- 1995 : Luc et Marie (moyen métrage) de Philippe Boon et Laurent Brandenbourger
- 2000 : Petite Chérie d'Anne Villacèque : Victor
- 2001 : Mademoiselle Butterfly (court métrage) de Julie Lopes-Curval : L'homme du bar
- 2001 : Les Déclassés de Tony Baillargeat : Nicolas de Beauville
- 2001 : Reines d'un jour de Marion Vernoux : Pierre
- 2002 : Bord de mer de Julie Lopes-Curval : Paul
- 2002 : Ma vraie vie à Rouen d'Olivier Ducastel et Jacques Martineau : Laurent
- 2003 : Le Tango des Rashevski de Sam Garbarski : Jonathan Rashevski
- 2004 : Sketches chez les Weiz (court-métrage) de lui-même : Le neveu
- 2004 : Le Rôle de sa vie de François Favrat : Mathias Curval
- 2004 : Les Revenants de Robin Campillo : Mathieu
- 2004 : Les Parallèles de Nicolas Saada : Benjamin Robert
- 2004 : Le Plus Beau Jour de ma vie de Julie Lipinski : Arthur Després
- 2005 : De battre mon cœur s'est arrêté de Jacques Audiard : Fabrice
- 2005 : Entre ses mains d'Anne Fontaine : Fabrice Gauthier
- 2006 : Toi et moi de Julie Lopes-Curval : Mark
- 2007 : Vent mauvais de Stéphane Allagnon : Franck
- 2007 : Les Yeux Bandés de Thomas Lilti : Théo adulte
- 2007 : La Chambre des morts d'Alfred Lot : Vigo
- 2008 : Élève libre de Joachim Lafosse : Pierre
- 2009 : Je suis venu pour elle d'Ivan Taïeb
- 2009 : Simon Konianski de Micha Wald : Simon Konianski
- 2010 : Blanc comme neige de Christophe Blanc
- 2010 : Robin des Bois de Ridley Scott : Le Roi Philippe
- 2010 : L'Âge de raison de Yann Samuell : Philibert Zacary
- 2010 : Quartier lointain de Sam Garbarski : Bruno Verniaz
- 2011 : Si tu meurs, je te tue d'Hiner Saleem : Philippe
- 2012 : JC comme Jésus Christ de Jonathan Zaccaï : le journaliste
- 2012 : Cornouaille d'Anne Le Ny : Fabrice
- 2013 : Sous le figuier d'Anne-Marie Étienne : Christophe
- 2013 : Les Âmes de papier de Vincent Lannoo : Nathan
- 2014 : Je te survivrai de Sylvestre Sbille : Joe
- 2014 : Tiens-toi droite de Katia Lewkowicz : Stéphane
- 2015 : Cerise de Jérôme Enrico : Fred, le père de Cerise
- 2015 : Miséricorde de Fulvio Bernasconi[5]: Evelyne Brochu & Marthe Keller
- 2016 : Fleur de tonnerre de Stéphanie Pillonca-Kervern : Le juge Vannier
- 2018 : Le Grand Bain de Gilles Lellouche : Thibault
- 2018 : Rémi sans famille d'Antoine Blossier : Barberin
- 2019 : Noureev (The White Crow) de Ralph Fiennes : Serge Lifar
- 2020 : Belle Fille de Méliane Marcaggi : Anto
- 2021 : L'Homme de la cave de Philippe Le Guay : David Sandberg
- 2022 : Downton Abbey 2 : Une nouvelle ère de Simon Curtis : Montmirail
- 2022 : Un petit miracle de Sophie Boudre : Antoine
- 2023 : Sur les chemins noirs de Denis Imbert : Arnaud
- 2023 : Le Cours de la vie de Frédéric Sojcher : Vincent Lartigue

#### Télévision
- 1993 : Extrême Limite, saison 1, épisode 31 Mémoire courte (série télévisée) : Serge
- 1996 : Cap danger (ou Lifeline) de Fred Gerber (téléfilm) : Nico
- 1996-1997 : Sous le soleil (série télévisée) : Alex
- 2006 : La Blonde au bois dormant de Sébastien Grall (téléfilm) : Renaud Mandry
- 2009 : Une aventure new-yorkaise d'Olivier Lécot (téléfilm) : Antoine
- 2012 : Yann Piat, chronique d'un assassinat d'Antoine de Caunes (téléfilm) : Pascal Felli
- 2013 : Chambre noire d'Arnaud Malherbe (téléfilm) : Jeff
- 2014-2015 : Hôtel de la plage de Christian Merret-Palmair (série télévisée) : Martin
- 2015 : Intrusion de Xavier Palud (mini-série) : Philippe
- 2015 : La Vie des bêtes d'Orso Miret (téléfilm) : Cédric
- 2015-2020 : Le Bureau des légendes d'Éric Rochant (série télévisée) : Raymond Sisteron
- 2019-2020 : Infidèle de Didier Le Pêcheur (mini-série) : Mattéo Sandrelli
- 2021 : Il est elle de Clément Michel (téléfilm) : Cédric
- 2022 : L'Homme de nos vies de Frédéric Berthe (mini-série) : Guillaume / Amaury / Nathan / Roman
- 2024 : La Tribu de Nadine Loisal et Patrick Cassir (série télévisée) : Martin Delaunay
- 2024 : Les Malvenus de Sandrine Veysset (téléfilm) : Luc Ancelin
- 2024 : Mister Spade de Scott Frank (série télévisée) : Philippe Saint-André
- 2025 : Kaboul de Kasia Adamik et Olga Chajdas (mini-série) : Gilles
- 2025 : Résistantes de Renaud Bertrand (téléfilm) : Armand Gauthier

### Réalisateur et scénariste
- 2004 : Sketches chez les Weiz (court-métrage)
- 2005 : Comme James Dean (court-métrage)
- 2012 : JC comme Jésus Christ

## Publications
- 2021 : Ma femme écrit, roman, Grasset

## Distinctions

### Décoration
- Chevalier de l'ordre des Arts et des Lettres

### Récompense
- Magritte du cinéma 2011 : Meilleur acteur pour Élève libre

### Nomination
- Magritte du cinéma 2012 : Meilleur acteur pour Quartier lointain